# Berhanu Bayeh
Berhanu Bayeh (amh. ብርሃኑ ባይህ ur. ok. 1938 r. w regionie Godżam) – etiopski polityk komunistyczny, minister spraw zagranicznych w rządzie Mengystu Hajle Marjama.

## Kariera polityczna
19 kwietnia 1983 r. został mianowany ministrem pracy i spraw socjalnych, a 12 września 1984 r. został członkiem Biura Politycznego Etiopskiej Partii Robotniczej. Prowadził okresowe rozmowy z rebeliantami erytrejskimi, które nie przyniosły większych rezultatów. W listopadzie 1986 r. został mianowany ministrem spraw zagranicznych. Po ucieczce do Stanów Zjednoczonych Amanuela Andemikaela w październiku 1988 r. objął stanowisko przewodniczącego Rady Państwa.

### Azyl w ambasadzie Włoch
Po obaleniu rządu Etiopskiej Partii Robotniczej 28 maja 1991 r. i wkroczeniu Etiopskiego Ludowo-Rewolucyjnego Frontu Demokratycznego do Addis Abeby, wraz z pełniącym obowiązki prezydenta Tesfaye Gebre Kidanem oraz innymi wysoko postawionymi urzędnikami rządu Mengystu – premierem Hailu Yimenu i szefem sztabu generalnego Adisem Tedlą, udał się do ambasady Włoch, gdzie wymienieni politycy otrzymali schronienie.
Według części źródeł 2 czerwca 2004 r. miał podczas kłótni uderzyć w głowę butelką Tesfaye Gebre Kidana, w wyniku czego ten drugi zmarł.
Pomimo skazania go w 2008 r. in absentia (oraz innych członków reżimu) na karę śmierci za udział w ludobójstwie, włoski rząd konsekwentnie odmawiał ich wydania władzom Etiopii ze względu na sprzeciw wobec zasądzonej kary. Po zmianie wyroku przez prezydent Sahle-Work Zewde na dożywotnie więzienie 19 grudnia 2020 oraz uzyskaniu zgody sądu na zwolnienie warunkowe ze względu na podeszły wiek 24 grudnia 2020 r. wraz z Adisem Tedlą opuścił ambasadę po ponad 29 latach. Uważa się, że był to najdłuższy przypadek oczekiwania na azyl polityczny w historii.